# Günther Glaser (Historiker)
Günther Glaser (* 28. Dezember 1922 in Rieschen; † 15. Juli 2020 in Berlin) war ein deutscher Militärhistoriker.
Er war Ordentlicher Professor für Militärpolitik und Militärgeschichte am Militärgeschichtlichen Institut der DDR und Kapitän zur See der Nationalen Volksarmee (NVA).

## Leben

### Herkunft und Ausbildung
Günther Glaser wurde am 28. Dezember 1922 in Rieschen (hsb. – Zrěšin) als Sohn eines Sparkassenangestellten geboren. Bis Ende 1940 absolvierte er das Gymnasium/die Staatliche Oberschule für Jungen in Bautzen (hsb. – Budyšin) und legte das Kriegsabitur ab. Er war HJ-Funktionär (Scharführer), beantragte am 21. September 1940 die Aufnahme in die NSDAP und wurde rückwirkend zum 1. September desselben Jahres aufgenommen (Mitgliedsnummer 7.828.888).
Anschließend leistete Glaser Arbeitsdienst und Kriegshilfsdienst, meldete sich freiwillig zur Wehrmacht und wurde im Mai 1941 eingezogen. Nach seiner Ausbildung zum Unteroffizier der Luftwaffe (Oberjäger) wurde er 1942 in einer Luftwaffen-Felddivision an der Ostfront eingesetzt. Im März 1943 geriet er in sowjetische Gefangenschaft. Nach dem Besuch der Antifa-Schule der 2. Baltischen Front war er ab August 1944 als Fronthelfer des Nationalkomitees Freies Deutschland (NKFD) eingesetzt.

### Laufbahn
Im Juli 1945 kehrte Glaser nach Deutschland zurück und wurde in der Personalstelle des Landratsamtes Bautzen angestellt. Er engagierte sich im antifaschistischen Jugendausschuss und wurde Mitglied der KPD (ab 1946 SED).
Seine berufliche Funktionärstätigkeit begann im März 1946 mit der Wahl zum Vorsitzenden der Stadt- und Kreisleitung Görlitz der Freien Deutschen Jugend (FDJ). Anfang 1947 kam er als Lehrer an die Bezirksjugendschule der FDJ in Neukirch/Lausitz und war schließlich 1949 Lektor an der  Jugendhochschule der FDJ am Bogensee.
Im September 1949 wurde er von der Deutschen Verwaltung des Inneren (DVdI) in der Sowjetischen Besatzungszone als Volkspolizei-Oberrat eingestellt und sofort mit Gründung der DDR von der Hauptverwaltung Ausbildung (HVA) im Ministerium des Inneren übernommen – ab März 1950 als VP-Kommandeur. Ab Oktober 1950 absolvierte er einen Jahreslehrgang an der Parteihochschule „Karl Marx“ beim ZK der SED in Kleinmachnow. 1952 wurde er in die Kasernierte Volkspolizei (KVP) der DDR und 1956 in die Nationale Volksarmee (NVA) übernommen.
Günther Glaser wurde 1956 Lehrstuhlleiter Sozialökonomischer Zyklus an der Offiziersschule der Seestreitkräfte der DDR, ab 1971 umformiert zur Offiziershochschule der Volksmarine „Karl Liebknecht“ in Stralsund. 1960 nahm er an der Karl-Marx-Universität Leipzig ein berufsbegleitendes Fernstudium in Geschichte/Militärgeschichte auf, das er 1963 als Diplom-Militärhistoriker abschloss.
Von 1962 bis 1983 war Glaser in Potsdam am Institut für Deutsche Militärgeschichte – ab 1967 Deutsches Institut für Militärgeschichte – als Leiter der Abteilung Militärgeschichte der DDR und anderer sozialistischer Staaten eingesetzt.
Glaser wurde im Jahr 1968 an der Karl-Marx-Universität Leipzig zum ersten akademischen Titel Doktor der Philosophie (Dr. phil.) promoviert. 1970 wurde er am Deutschen Institut für Militärgeschichte – ab 1972 Militärgeschichtliches Institut der DDR (MGI) – zum (Hochschul-)Dozenten für Allgemeine Militärgeschichte der sozialistischen Staaten berufen. Seine Promotion B (Dr. sc. phil.) folgte 1973 am MGI.
1975 wurde er zum Ordentlichen Professor für Militärgeschichte der DDR und Militärgeschichte der sozialistischen Staaten berufen. 1985 wurde Günther Glaser emeritiert und aus dem aktiven Wehrdienst als Kapitän zur See a. D. entlassen.
Günther Glaser lieferte wissenschaftliche Beiträge für Publikationen des Militärgeschichtlichen Forschungsamtes (MGFA).
Im Jahr 2009 wurde er Mitglied der Dresdener Studiengemeinschaft Sicherheitspolitik e. V. und publizierte in den DSS-Arbeitspapieren.
Günther Glaser verstarb am 15. Juli 2020 in Berlin im Alter von 97 Jahren und wurde auf dem Georgen-Parochial-Friedhof II in Berlin-Friedrichshain beigesetzt.

### Auszeichnungen
- 1984 „Nationalpreis der DDR“ für Wissenschaft und Technik, zweiter Klasse im Kollektiv.[11]
- 1975 „Friedrich-Engels-Preis“ der DDR, zweiter Klasse für hervorragende wissenschaftliche Leistungen zum Nutzen der sozialistischen Landesverteidigung als Mitglied eines Kollektivs.